# Chi chi chành chành
Chi chi chành chành là một trò chơi dân gian phổ biến ở Việt Nam.

## Luật chơi
Trò chơi cần từ ba người chơi trở lên. Một người được chọn đứng ra trước xòe bàn tay ra, những người khác giơ ngón trỏ đặt vào lòng bàn tay người được chọn. Người xòe bàn tay đọc một bài vè, đến cuối bài vè thì những người khác cố gắng rút tay ra thật nhanh, ai rút không kịp bị nắm trúng thì vào thế chỗ người xòe tay. Trò chơi cứ thế lặp lại.

### Bài vè
Có nhiều phiên bản của bài vè. Phiên bản được nhiều trẻ em biết đến là:
Chi chi chành chành
Cái đanh thổi lửa
Con ngựa chết trương
Ba vương ngũ đế
Bắt dế đi tìm
Ù à ù ập

### Bản gốc
Chu tri rành rành
Cái đanh nổ lửa
Con ngựa đứt cương
Ba vương tập đế
Cấp kế đi tìm
Hú tim bắt ập.

## Lịch sử
Theo Giáo sư Lê Quang Châu, khi ngồi chơi bên bờ sông Đuống, dưới chân mộ thủy tổ Kinh Dương Vương, Ông giải mã bài đồng dao như sau: Chi chi là chi nọ (trong một tộc họ) nối chi kia. Chành chành là nếu không có chi kế tiếp thì “chành” sang họ trực hệ hoặc đồng tông. “Cái đanh thổi lửa” là biểu hiện thời cổ xưa có ông Toại Nhân dùng dùi đá lấy lửa. “Con ngựa chết trương” là hình ảnh chuyện nhân vật Hiên Viên phản vua Thần Nông, giết vua và mười bốn người, cướp ngôi, tự xưng chính mình là hậu duệ, phạm vào lời nguyền “Bắc Nam không xâm phạm nhau”, gây nên cảnh “người và ngựa chết trương đầy đồng nội”. “Ba vương Ngũ đế”, nói trước về ngũ đế là năm vị tổ của Kinh Dương Vương gồm Đế Thiên (Phục Hy), Đế Thích (Thần Nông), Đế Khôi (Viêm Đế, viêm là lửa), Đế Tiết (Hoàng Đế, vị vua đã phạm lời nguyền), Đế Thức (Thần Đế). Ba vương là ba vua anh em ruột dòng dõi Đế Thức: Vua Minh, vua Lai và vua Long Cảnh. Vua cả tên Minh đã đặt tên nước ta thời ấy là Xích Quỷ, xích là đỏ, màu lửa để chỉ rằng đây là dòng dõi của Viêm Đế, Quỷ là một trong 28 chòm sao Nhị Thập Bát Tú, tượng trưng phương Nam thuộc chòm sao Chu Tước (không phải quỷ là ma quái). “Chấp chế đi tìm” kể từ Ba vương ngũ đế đã chấp nhận đi tìm một thể chế để có thể xây dựng cơ đồ bền vững. “Ú tim bắt được”, bắt được chế độ liên hiệp trăm họ lại, tạo dựng nên nhà nước Văn Lang. “Ù à ù ập” là tán thán từ tỏ dấu hiệu vui mừng.
Tuy nhiên theo giải thích của sách Kinh Thi Việt Nam của nhà văn Trương Tửu, bài vè này được ghi lại trong giai đoạn lịch sử những năm 1856 - 1888 khi đất nước ta rơi vào loạn lạc, bị giặc Pháp xâm lược, triều đình rối loạn.
Chu tri rành rành có nghĩa là bố cáo cho mọi người đều biết.
Cái đanh nổ lửa nói về tiếng súng của quân đội Pháp bắn vào Đà Nẵng.
Con ngựa đứt cương chỉ việc băng hà của vua Tự Đức vào năm 1883 và sự rối loạn của triều đình Huế lúc bấy giờ. Sự kiện này cho thấy câu "con ngựa mất cương" hợp lý và có ý nghĩa hơn "con ngựa chết trương".
Ba vương tập đế chỉ vào việc trong vòng chưa đầy 1 năm từ tháng 9 năm 1884 sau khi vua Tự Đức mất, đã có liên tiếp 3 vị vua thay nhau lên ngôi là Hiệp Hòa, Kiến Phúc và Hàm Nghi.
Cấp kế đi tìm nói về việc Tôn Thất Thuyết vì bị Thống Chế De Coursy xử ép nên đêm 22 tháng 5 năm 1885 liều đánh úp dinh Khâm Sứ và đồn Mang Cá ở Huế. Việc thất bại, Thuyết đem vua đi trốn rồi truyền chiếu Cần Vương đi khắp nơi. Quân Pháp một mặt lo dẹp loạn, một mặt cấp tốc cho người đi tìm vua Hàm Nghi để làm yên lòng dân.
Hú tim òa ập chỉ vào việc tên Trương Quang Ngọc làm phản, cùng với suất đội hầu cận vua Hàm Nghi là Nguyễn Đình Tình, nửa đêm 26 tháng 9 năm 1888 cùng 20 thủ hạ xông vào chỗ vua tạm trú ở làng Tả Bảo, huyện Tuyên Hóa, tỉnh Quảng Bình, bắt vua trong lúc đang ngủ.